# Pseudin

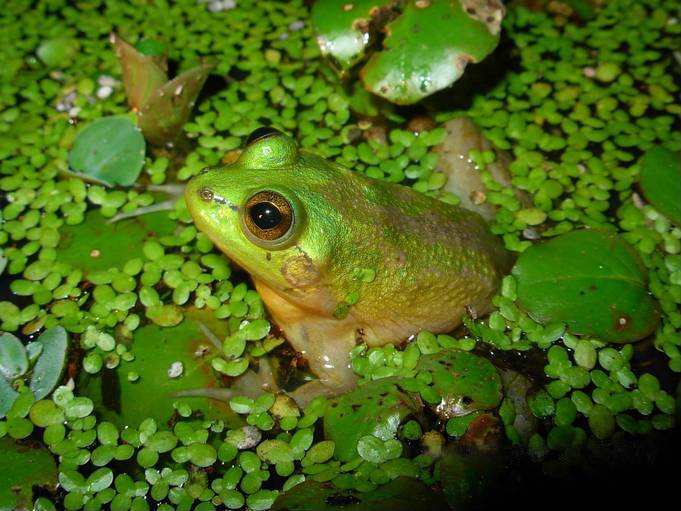
Pseudis paradoxa, espécie de perereca produtora do peptídeo.

Pseudin é uma espécie de peptídeo produzido pela perereca Pseudis paradoxa, tendo propriedades antimicrobianas e pode ajudar a combater a diabetes tipo II. É pertencente a família FSAP (Frog Secreted Active Peptides), e possui 4 variações, Pseudis-1, Pseudis-2, Pseudis-3 e Pseudis-4, sendo a Pseudis-2 a mais potente. Seu modo de atuação antimicrobiano consiste na criação de poros na membrana celular de bactérias gram-negativas e gram-positivas, causando distúrbios em suas lipossomas. Já o modo de atuação para o tratamento da diabetes consiste no estímulo da produção de insulina usando iões de cálcio.